# Vogelveerzwam
De vogelveerzwam (Onygena corvina) is een schimmel behorend tot de familie Onygenaceae. Hij leeft saprotroof, het meest op oude braakballen, vogellijken en veren, soms op textiel of wol, in allerlei biotopen.

## Kenmerken

### Uiterlijke kenmerken
Het vruchtlichaam is gesteeld en kopvormig en ziet eruit als een kleine stamper. De koppen zijn circa 1 tot 2 millimeter breed en beigebruin van kleur. Ze zijn plakkerig aan de buitenkant. Het steeldeel is ongeveer 5 tot 6 millimeter lang en witachtig. De sporen worden gevormd in de koppen. 
De sporenprint is bleekbruin. 

### Microscopische kenmerken
Er zijn 8 sporen in bolvormige tot eivormige asci. De peridia van het capitatumgedeelte vallen op de vervaldag uit elkaar, waardoor de asci bloot komen te liggen. Ze degenereren later en laten de sporen vrij. De sporen zijn 5,5 tot 6,5 × 2,5 tot 3 micrometer groot. Ze zijn min of meer hyaliene, elliptisch, glad en hebben twee oliedruppeltjes.

## Ecologie
De vogelveerzwam groeit op braakballen, veren of de stekels van dode egels. Het is zeldzaam en kan worden gevonden van september tot november, soms tot in het voorjaar in de literatuur vermeld.

## Verspreiding
In Nederland komt de vogelveerzwam vrij algemeen voor.